# Pinkygenie: Este día superespecial
Pinkygenie: Este día superespecial es una obra musical para niños con libreto de Yelitza Peña Sanlley y canciones de Luichy Guzmán.  Presentada por primera vez en 2005, narra la divertida historia de un día en la vida de Pinkygenie y sus amigos, quienes hacen hasta lo imposible por poder comprar un regalo de cumpleaños para su abuelo.
En la grabación original, el papel de Pinkygenie fue interpretado por Yelitza Peña Sanlley y el del abuelo por Enrique Chao. 
La obra se estrenó en la sala Ravelo del Teatro Nacional de Santo Domingo 2005. 

## Lista de canciones
1. Este día
2. ¿Qué vamos a hacer?
3. Palmas
4. Un regalo especial
5. Supersensacional
6. Intro/La gente
7. Finale
8. Un regalo especial

- Datos: Q6076273